# Liste der Kreisstraßen in Offenbach am Main
Die Liste der Kreisstraßen in Offenbach am Main ist eine Auflistung der Kreisstraßen in der hessischen kreisfreien Stadt Offenbach am Main.

## Abkürzungen
- K: Kreisstraße
- L: Landesstraße

## Liste
Die Kreisstraßen behalten die ihnen zugewiesene Nummer innerhalb des Regierungsbezirks Darmstadt in der Regel auch bei einem Wechsel in einen benachbarten Landkreis oder in die Stadt Frankfurt am Main. Nicht vorhandene bzw. nicht nachgewiesene Kreisstraßen werden in Kursivdruck gekennzeichnet, ebenso Straßen und Straßenabschnitte, die unabhängig vom Grund (Herabstufung zu einer Gemeindestraße oder Höherstufung) keine Kreisstraßen mehr sind.
| Nr.   | Verlauf |
| ----- | --- |
| K 192 | – Mühlheimer Straße – Arthur-Zitscher-Straße – Mainstraße – Offenbacher Straße (– Abzweig über die Altkönigstraße – von-Behring-Straße und Kettelerstraße zur K 192) – Offenbacher Straße (– Abzweig über die Offenbacher Straße, den Bürgerplatz und die Rumpenheimer Straße zur K 192) – Langstraße – Rumpenheimer Straße – Bürgeler Straße – Schlossgartenstraße – Clara-Grein-Straße – Stadtgrenze – (K 192 im Landkreis Offenbach) |
| K 816 | (K 816 in Frankfurt am Main) – Stadtgrenze – Frankfurter Straße – L 3001 |

## Nummerierung der Kreisstraßen im Regierungsbezirk Darmstadt
Die Kreisstraßen im Regierungsbezirk Darmstadt wurden ursprünglich nach einem bestimmten Nummernplan durchnummeriert. Hierbei wählte man für den Kreis Bergstraße die niedrigsten und für den Main-Kinzig-Kreis die höchsten Kreisstraßennummern.
Die Nummerierung erfolgte in der Regel in folgender Reihenfolge:
Kreis Bergstraße, Odenwaldkreis, Landkreis Darmstadt-Dieburg, Kreis Groß-Gerau, kreisfreie Stadt Darmstadt, Landkreis Offenbach, kreisfreie Stadt Offenbach am Main, Wetteraukreis, Rheingau-Taunus-Kreis, Hochtaunuskreis, kreisfreie Stadt Wiesbaden, Main-Taunus-Kreis, kreisfreie Stadt Frankfurt am Main und schließlich Main-Kinzig-Kreis.
Auch die Nummerierungen der Kreisstraßen im Lahn-Dill-Kreis und im Landkreis Limburg-Weilburg, die seit dem 1. Januar 1981 zum Regierungsbezirk Gießen gehören, folgen großenteils noch diesem Nummernplan.